# شهر در سطح ولایت
شهر در سطح ولایت (انگلیسی: Prefecture-level city، به اویغوری: ۋىلايەت دەرىجىلىك شەھەر، به چینی: 地级市، به پین‌یین: Dì jí shì) یکی از واحدهای تقسیماتی جمهوری خلق چین، که از لحاظ درجه، پایین‌تر از استان یا منطقه خودمختار، هم‌سطح ولایت، و بالاتر از شهرستان/ناحیه می‌باشند. سابقاً تمامی استان‌های چین به ولایت تقسیم شده بود که خود ولایات به شهر در سطح شهرستان یا شهرستان/ناحیه تقسیم شده بودند. بعضی شهرها آنقدر مهم و پرجمعیت بودند، که یکی پس از دیگری، ارتقاء یافته و مستقیم زیر تابعیت اداری استان یا منطقه خودمختار قرار گرفتند. در این شرایط، وظایف و اختیارات ولایات با وظایف و اختیارات شهرداری ادغام شده و در عمل، این شهرها از نظر سلسله مراتب مدیریتی، «در سطح ولایت» قرار گرفتند.
به مرور زمان ۲۹۹ ولایت چین به «شهر در سطح ولایت» ارتقاء یافته‌اند و امروزه تنها ۷ ولایت، ۳۰ ولایت خودمختار، و ۳ آیماق (لیگ) (معادل ولایت در مغولستان داخلی) باقی مانده‌اند.